# Кудлаи
Кудлаи́ (укр. Кудлаї) — село на Украине, находится в Немировском районе Винницкой области.
Код КОАТУУ — 0523084601. Население по переписи 2001 года составляет 406 человек. Почтовый индекс — 22820. Телефонный код — 4331.
Занимает площадь 2,219 км².

## Адрес местного совета
22820, Винницкая область, Немировский р-н, с. Кудлаи, тел. 2-05-28; 3-76-42